# Constantia (hrabstwo Oswego)
Constantia – jednostka osadnicza w Stanach Zjednoczonych, w stanie Nowy Jork, w hrabstwie Oswego.